# Anisomys imitator
Anisomys imitator је врста глодара из породице мишева (Muridae).

## Распрострањење
Ареал врсте је ограничен на мањи број држава. Врста је присутна у индонежанској покрајини Папуи и Папуи Новој Гвинеји.

## Станиште
Станиште врсте су шуме. Врста је по висини распрострањена од 1.200 до 3.500 метара надморске висине. Врста је присутна на подручју острва Нова Гвинеја. 

## Угроженост
Ова врста је наведена као последња брига, јер има широко распрострањење и честа је врста.